# التأمين على الوفاة العرضية والتجزئة
في التأمين ، فإن الوفاة العرضية وتقطيع الأعضاء (حادث عرضي وتقطيع الأوصال) هي سياسة تدفع مزايا للمستفيد إذا كان سبب الوفاة حادثًا. هذا هو شكل محدود من أشكال التأمين على الحياة أقل تكلفة بشكل عام ، أو في بعض الحالات هو ميزة إضافية إلى سياسيات التأمين على الحياة الحالية.

## الوفاة العرضية
في حالة الوفاة العرضية ، سيدفع هذا التأمين مزايا بالإضافة إلى أي تأمين في الحياة ولكن فقط إلى مبلغ إجمالي محدد بغض النظر عن أي تأمين آخر يحتفظ به نفس شركة التأمين ، يحتفظ به العميل. وهذا ما يسمى تغطية التعويض المزدوج ، وغالبًا ما يكون متاحًا حتى عندما يكون التأمين ضد الوفاة العرضي بمجرد إضافة إلى خطة التأمين على الحياة العادية. تشمل بعض الحوادث المغطاة الحوادث المرورية والتعرض والقتل والسقوط وحوادث المعدات الثقيلة والغرق. تعد الوفيات العرضية خامس سبب رئيسي للوفاة في الولايات المتحدة وكذلك في كندا.
التأمين ضد الوفاة العرضية ليس وسيلة استثمار وبالتالي فإن العملاء يدفعون فقط مقابل الحماية المستمرة. يجب تجديد معظم السياسات بشكل دوري (بشروط معدلة) ، على الرغم من أن موافقة العميل على التجديد غالبًا ما تكون مفترضة ضمنيًا.
تحرير الاستثناءات الشائعة
يحتفظ كل شركة تأمين بقائمة من الأحداث والظروف التي تبطل حق المؤمن في الحصول على منفعة الوفاة العرضية. بشكل عام ، لا تغطي (حادث عرضي وتقطيع الأوصال) الموت بسبب المرض والانتحار والطيران غير التجاري وإصابة الحرب والأسباب الطبيعية. وبالمثل ، فإن الوفاة تحت تأثير أي عقاقير أو كحول غير موصوفة من المرجح أن تكون معفاة من التغطية. قد تبطل جرعة زائدة من المواد السامة أو السامة وإصابة رياضي أثناء حدث رياضي محترف الحق في المطالبة أيضًا.
ستقوم بعض شركات التأمين بتخصيص تغطية عملائها لتشمل بعض المخاطر المذكورة أعلاه ، ولكن كل تمديد من هذا القبيل سيكون مصحوبًا بزيادة الأقساط.
بسبب هذه القيود ، قد تكون عملية المطالبة بالمزايا طويلة نسبيًا ؛ قد يتعين على العميل المتوفى الخضوع لتشريح الجثة وقد يتعين التحقيق في الحادث رسميًا قبل الموافقة على المطالبة من قبل شركة التأمين
تقطيع الأوصال :
سيتم دفع المبالغ الجزئية من الوثيقة إذا فقد الموظف المغطى زائدة أو رؤية جسدية بسبب حادث. بالإضافة إلى ذلك ، (حادث عرضي و تقطيع الأوصال) بشكل عام فوائد لفقدان الأطراف والأصابع وأصابع القدمين والبصر والشلل الدائم. تختلف أنواع الإصابات المغطاة والمبلغ المدفوع حسب شركة التأمين والحزمة ، ويتم تعدادها صراحة في سياسات التأمين..

## أنواع التغطية
هناك أربعة أنواع شائعة من خطط (حادث عرضي وتقطيع الأوصال) الجماعية المقدمة في الولايات المتحدة:
1.مكمل الحياة الجماعي - يتم تضمين منفعة (حادث عرضي وتقطيع الأوصال) كجزء من عقد التأمين على الحياة الجماعي ، وعادةً ما يكون مبلغ الاستحقاق هو نفسه من مزايا الحياة الجماعية.
2.طوعي - يتم تقديم ميزة (حادث عرضي وتقطيع الأوصال) لأعضاء المجموعة. مثال على ذلك هو سياسة (حادث عرضي وتقطيع الأوصال) المقدمة في مبلغ رمزي مبدئي مع أقساط مدفوعة من قبل طرف آخر (مثل سياسة حادث العرضي وتقطيع الأوصال صغيرة بقيمة 1000 دولار مقدمة لأعضاء اتحاد الائتمان ، مع القسط المدفوع من قبل اتحاد الائتمان نفسه) ، مع مزايا اختيارية أعلى تقدم إلى الأعضاء حيث يجب على العضو دفع الأقساط الإضافية بشكل منفصل.
3.حادث السفر (رحلة عمل) - يتم توفير ميزة حادث العرضي وتقطيع الأوصال من خلال خطة مزايا الموظف وتوفر حماية تكميلية ضد الحوادث للعاملين أثناء سفرهم في أعمال الشركة (عادة ما يتم دفع القسط بالكامل من قبل صاحب العمل).
4.المعالين - توفر بعض خطط (حادث العرضي وتقطيع الأوصال) الجماعية أيضًا تغطية للمُعالين.